# بروس نومان

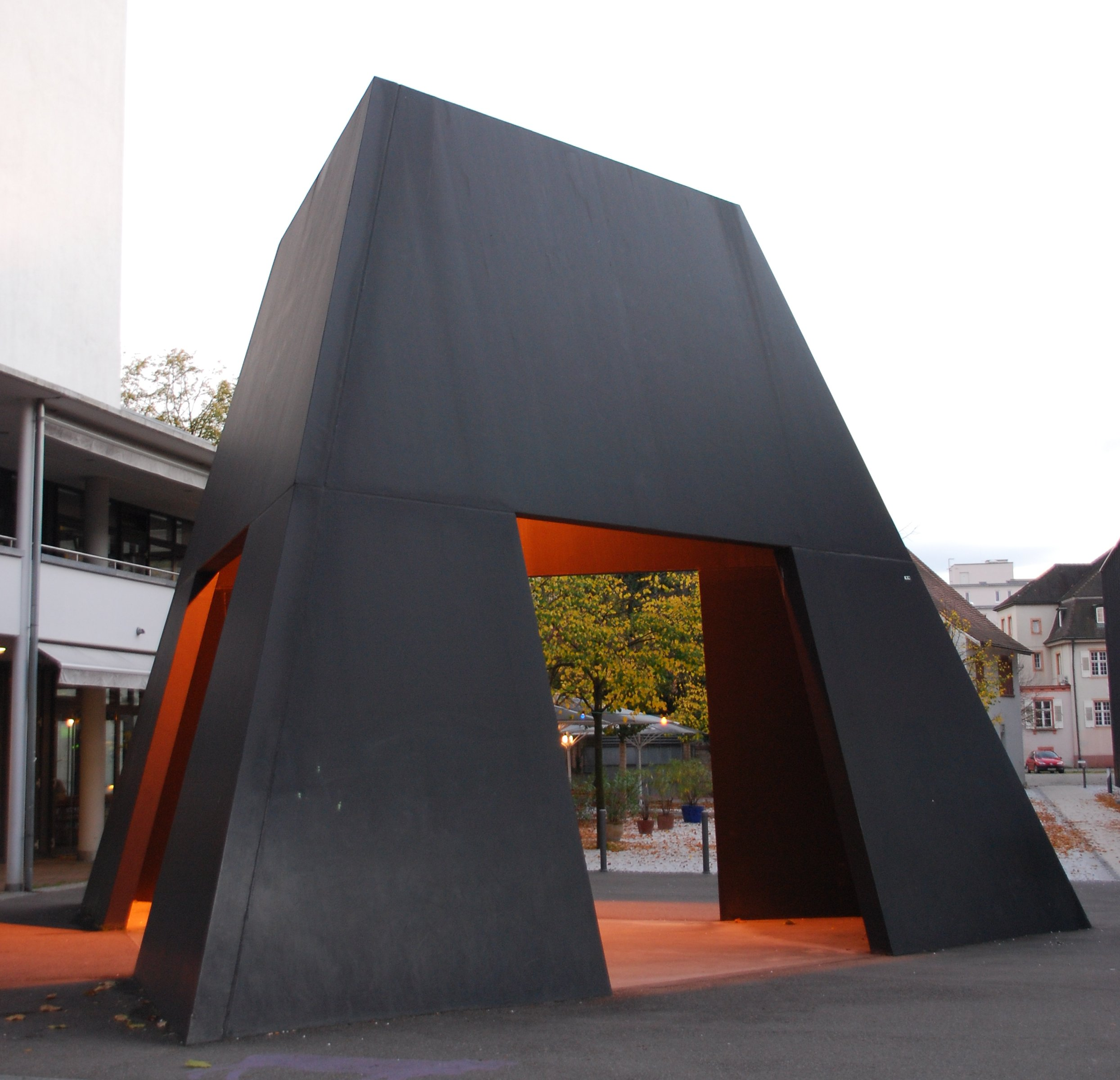

بروس نومان (بالإنجليزية: Bruce Nauman)‏ (فورت واين، 6 ديسمبر 1941) هو نحات أميركي ومصور وفنان فيديو.
نومان يهتم بطبيعة الاتصال ومشكلة اللغة، ودور الفنان في التواصل وفي معالجة اللغة البصرية.

## روابط خارجية
- بروس نومان على موقع الموسوعة البريطانية (الإنجليزية)
- بروس نومان على موقع مونزينجر (الألمانية)
- بروس نومان على موقع ميوزك برينز (الإنجليزية)
- بروس نومان على موقع ديسكوغز (الإنجليزية)